# José Antonio Ortiz y Herrera
José Antonio Ortiz y Herrera (San Juan, 1845-1911) fue un político argentino, gobernador de la provincia de Córdoba.

## Biografía
Nació en San Juan en 1845. Siendo niño, toda su familia se trasladó a Córdoba. Fue el segundo profesor de la Cátedra de Fisiología Humana General, Facultad de Ciencias Médicas, Universidad Nacional de Córdoba, en el período 1881-1882. Participó en la guerra de Paraguay, y luego se recibe de médico en 1871 en la Facultad de Medicina de Buenos Aires. Se incorporó como cirujano del Ejército Argentino, llegando hasta el grado de Cirujano de División, como mérito de su campaña en la epidemia de fiebre amarilla. En 1876 regresa a Córdoba, participando activamente durante la epidemia de cólera en Córdoba en 1876, creando además el Consejo de Higiene, llamado previamente Protomedicato local y de la creación del Hospital de Niños de la Santísima Trinidad en 1892. Habilita el 1 de enero de 1881, el registro civil municipal en la ciudad de Córdoba, el más antiguo del país. El primer matrimonio inscrito data del 27 de enero. 
De 1881 a 1893 fue senador provincial por el departamento Cruz del Eje, luego se desempeñó como vicegobernador (1895 - 1898) y como presidente provisorio de la Cámara de Senadores entre 1902 y 1904 y en 1906. También se desempeñó como convencional constituyente en 1900. Además había sido rector de la universidad, en 1897.
El 17 de mayo de 1907 asumió como gobernador de Córdoba. Ortiz y Herrera tenía amistad con Julio A. Roca, y el entonces presidente Figueroa Alcorta no, lo cual inició una mala relación entre éste y el gobernador. Este odio personal hacia Ortiz y Herrera, causó que el presidente envíe una intervención a la provincia.
El gobernador renunció el 3 de septiembre de 1909, antes de la llegada del interventor Eliseo Cantón. Dado que el vicegobernador Del Barco había renunciado el año anterior, el presidente provisorio del Senado, Mardoqueo Molina, asumió el gobierno hasta la llegada del interventor.
En su renuncia, Ortiz y Herrera afirma: "He resistido (...) hasta la última extremidad. No dispongo ni he podido disponer de los medios necesarios para impedir el hecho que se consuma, y, como hombre de convicción y principios, debo obediencia y acatamiento a las leyes de la Nación, que obedezco y acato."
Ortiz y Herrera falleció en 1911.